# Persone di nome Paolo/Attori
| Questa pagina contiene informazioni ricavate automaticamente dalle voci biografiche con l'ausilio del template Bio e di un bot. L'aggiornamento è periodico e automatico e ricostruisce completamente la pagina. Se manca una persona in questa lista, sei pregato di non aggiungerla, ma accertati piuttosto che la sua voce biografica contenga il template Bio e che i dati anagrafici siano correttamente compilati. Se il template Bio manca, inseriscilo tu stesso o, in alternativa, metti l'avviso {{tmp\|Bio}} che ne segnala la mancanza. Se i dati riportati sono sbagliati, correggi direttamente la voce biografica; le modifiche saranno visibili in questa lista entro pochi giorni. Per chiarimenti vedi il progetto antroponimi. La lista contiene solo le 55 persone che sono citate nell'enciclopedia e per le quali è stato implementato correttamente il template Bio. Pagina aggiornata al 23 feb 2025. |

Questa è una lista di persone presenti nell'enciclopedia che hanno il nome Paolo e sono attori.

## A(2)
- Paolo Azzurri, attore, regista e produttore cinematografico italiano (Bologna, n. 1878 - Firenze, † 1933)
- Paolo Dola, attore italiano (Roma)

## B(8)
- Paolo Baroni, attore italiano (Castelnuovo di Val di Cecina, n. 1945)
- Paolo Bernardini, attore italiano (Verviers, n. 1981)
- Paolo Bessegato, attore e doppiatore italiano (Montebelluna, n. 1951)
- Paolo Bonacelli, attore italiano (Civita Castellana, n. 1937)
- Paolo Bonecchi, attore italiano (Milano, n. 1882 - Milano, † 1949)
- Paolo Briguglia, attore italiano (Palermo, n. 1974)
- Paolo Bufalino, attore italiano (Milano, n. 1970)
- Paolo Buglioni, attore, doppiatore e direttore del doppiaggio italiano (Roma, n. 1950)

## C(7)
- Paolo Caiazzo, attore e cabarettista italiano (San Giorgio a Cremano, n. 1967)
- Paolo Calabresi, attore italiano (Roma, n. 1964)
- Paolo Calissano, attore e conduttore televisivo italiano (Genova, n. 1967 - Roma, † 2021)
- Paolo Camilli, attore e regista italiano (Civitanova Marche, n. 1986)
- Paolo Carlini, attore italiano (Santarcangelo di Romagna, n. 1922 - Roma, † 1979)
- Paolo Casiraghi, attore, comico e cabarettista italiano (Bergamo, n. 1972)
- Paolo Conticini, attore e conduttore televisivo italiano (Pisa, n. 1969)

## D(1)
- Paolo De Vita, attore italiano (Bari, n. 1957)

## F(4)
- Paolo Falace, attore italiano (n. 1940 - † 1994)
- Paolo Ferrara, attore italiano (Stilo, n. 1892 - Roma, † 1965)
- Paolo Ferrari, attore, doppiatore e conduttore televisivo italiano (Bruxelles, n. 1929 - Monterotondo, † 2018)
- Paolo Fiorino, attore italiano (Palmi, n. 1938)

## G(3)
- Paolo Gasparini, attore italiano (Salerno, n. 1968)
- Paolo Giusti, attore italiano (Napoli, n. 1942 - Roma, † 2020)
- Paolo Graziosi, attore italiano (Rimini, n. 1940 - Vicenza, † 2022)

## K(1)
- Paolo Kessisoglu, attore, comico e conduttore televisivo italiano (Genova, n. 1969)

## L(2)
- Paolo Lanza, attore italiano (Roma, n. 1965)
- Paolo Lombardi, attore e doppiatore italiano (Siena, n. 1944)

## M(5)
- Paolo Macedonio, attore e doppiatore italiano (Agrigento, n. 1973)
- Paolo Malco, attore italiano (La Spezia, n. 1947)
- Paolo Mazzarelli, attore e regista italiano (Milano, n. 1975)
- Paolo Modugno, attore, conduttore radiofonico e regista italiano (Roma, n. 1940)
- Paolo Montalbán, attore filippino (Manila, n. 1973)

## P(6)
- Paolo Panelli, attore, comico e conduttore televisivo italiano (Roma, n. 1925 - Roma, † 1997)
- Paolo Paoloni, attore e regista teatrale italiano (Bodio, n. 1929 - Roma, † 2019)
- Paolo Persi, attore italiano (Bressanone, n. 1969)
- Paolo Pierobon, attore italiano (Castelfranco Veneto, n. 1967)
- Paolo Poiret, attore, doppiatore e direttore del doppiaggio italiano (Milano, n. 1945 - Rocca San Giovanni, † 2015)
- Paolo Poli, attore, regista teatrale e cantante italiano (Firenze, n. 1929 - Roma, † 2016)

## R(5)
- Paolo Ricca, attore italiano (Contessa Entellina, n. 1975)
- Paolo Ricci, attore italiano (Pistoia, n. 1972)
- Paolo Romano, attore e regista italiano (Torino, n. 1970)
- Paolo Rossi, attore, comico e cabarettista italiano (Monfalcone, n. 1953)
- Paolo Ruffini, attore, conduttore televisivo e regista italiano (Livorno, n. 1978)

## S(7)
- Paolo Sassanelli, attore, sceneggiatore e regista italiano (Bari, n. 1958)
- Paolo Maria Scalondro, attore e doppiatore italiano (Roma, n. 1952)
- Paolo Scannavino, attore, circense e illusionista italiano (Roma, n. 1976)
- Paolo Seganti, attore italiano (Rovereto, n. 1965)
- Paolo Serra, attore italiano (Genova, n. 1958)
- Paolo Stella, attore e scrittore italiano (Milano, n. 1978)
- Paolo Stoppa, attore e doppiatore italiano (Roma, n. 1906 - Roma, † 1988)

## T(3)
- Paolo Trevisi, attore e regista teatrale italiano (Treviso, n. 1941 - Treviso, † 2015)
- Paolo Triestino, attore italiano (Roma, n. 1959)
- Paolo Turco, attore, doppiatore e direttore del doppiaggio italiano (Roma, n. 1948 - Roma, † 2022)

## V(1)
- Paolo Villaggio, attore, scrittore e comico italiano (Genova, n. 1932 - Roma, † 2017)